# Žarko Paspalj
Žarko Paspalj (in serbo Жарко Паспаљ?; Pljevlja, 27 marzo 1966) è un ex cestista jugoslavo di etnia serba. Attualmente è vicepresidente del Comitato Olimpico Serbo.

## Biografia
Nasce a Pljevlja, in Montenegro, ma ai tempi in Jugoslavia. Suo padre Jovan era un piccolo silvicoltore serbo-bosniaco, proveniente dai pressi del monte Kozara nella regione della Bosanska Krajina.
Quando Žarko aveva 10 anni il padre, in cerca di un lavoro migliore, decise di trasferirsi con tutta la famiglia a Titograd. In questo periodo il futuro campione cominciò i primi palleggi sui campi da basket del KK Budućnost Titograd.

### Primi anni da professionista a Titograd
Inizia la carriera da pro a 16 anni nel Budućnost, come elemento di una formazione di giovani promettenti che annoverava tra gli altri Zdravko Radulović e Luka Pavićević. Questa squadra era tuttavia di piccole dimensioni e dalle poche ambizioni, ed era per lo più conosciuta come serbatoio di talenti per l'appunto. La squadra era costantemente coinvolta nella lotta per non retrocedere, ma in questi anni diede spesso del filo da torcere ai top-team. Una storia non confermata da fonti certe racconta di una partita a fine stagione tra il Budućnost e il Cibona Zagabria, per questi ultimi la gara non era rilevante, per i primi era decisiva per la salvezza. Si narra che questa gara venne truccata in comune accordo tra le parti, in modo che il club di Titograd potesse salvarsi, ma in cambio gli osservatori del team di Zagabria sarebbero andati a selezionare una promessa dalle squadre giovanili. Ben sapendo che Paspalj era la miglior promessa del club, i dirigenti del Budućnost non lo fecero allenare per diversi giorni, cosicché egli non venisse notato dagli scout e rimanesse al club.
Diviene un giocatore fisso della prima squadra dal 1984, e nella stagione 1985-86 è uno dei principali artefici del terzo posto, nel campionato vinto poi dal KK Zadar.

### Partizan
Viene ceduto al Partizan Belgrado per la stagione successiva, raggiungendo il club assieme ad un diciottenne Vlade Divac che proveniva dallo Sloga Kraljevo, assieme agli altri giovani Aleksandar Đorđević, Željko Obradović e altri più navigati come Milenko Savović e Goran Grbović. Questa grandissima squadra vince subito il campionato, surclassando in finale la Stella Rossa.  Paspalj giocò abbastanza da guadagnarsi un posto in nazionale della Jugoslavia, e a vincere con loro un bronzo agli Europei del 1987 ad Atene.

## Palmarès

### Squadra
- YUBA liga: 1

Partizan Belgrado: 1986-1987
- Campionato greco: 2

Olympiakos: 1992-1993, 1993-1994
- Campionato francese: 1

PSG Racing: 1996-1997
- Coppa di Jugoslavia: 1

Partizan Belgrado: 1989
- Coppa di Grecia: 2

Olympiacos: 1993-1994
Aris Salonicco: 1997-1998
- Coppa Korać: 1

Partizan Belgrado: 1988-1989

### Individuale
- Euroleague Final Four MVP: 1

Olympiakos: 1993-1994